# Udo Löptin
Udo Löptin, auch Udo Loeptin oder Udo Loepthien (* 28. Februar 1900 in Hamburg; † nach 1953) war ein deutscher Schauspieler und Hörspielsprecher.

## Leben
Nach der Schauspielausbildung war Udo Löptin vor dem Zweiten Weltkrieg zunächst lange Zeit an Berliner Theatern, unter anderem am Rose-Theater, tätig. Es folgten von 1945 bis 1948 das Schauspiel Bad Kreuznach, 1949 das Neue Theater in Stuttgart und 1953 das Staatstheater Saarbrücken. Udo Löptin trat zudem in einer in den Quellen nicht datierten Aufführung des Bühnenstücks Dr. med. Hiob Prätorius von Curt Goetz am Stadttheater Aachen unter der Regie von Hans Schalla auf.
Udo Löptin begann seine Filmlaufbahn bereits in einigen Stummfilmen an der Seite von Asta Nielsen und Henny Porten. Ab 1949 wirkte er in weiteren Filmproduktionen mit. Darunter 1950 in der Rolle des Staatsanwalts in dem Kriminalfilm Kronjuwelen von Franz Cap mit Sybille Schmitz und Hans Nielsen und 1951 war er als Impresario in dem Filmdrama Begierde von Karl Georg Külb mit Winnie Markus und Richard Häussler zu sehen.
Zudem konnte man ihn auch als Sprecher in einigen Hörspielproduktionen des Bayerischen Rundfunks hören.
Udo Löptin war mit Vinka Sentinella verheiratet.
Nach 1953 sind keine weiteren beruflichen Tätigkeiten oder biografische Ereignisse mehr dokumentiert.

## Filmografie
- 1949: Der Bagnosträfling
- 1949: Eine große Liebe
- 1950: Skandal in der Botschaft
- 1950: Kronjuwelen
- 1951: Die Tat des Anderen
- 1951: Begierde
- 1951: Die Mitternachtsvenus
- 1951: Es geschehen noch Wunder
- 1951: Der blaue Stern des Südens

## Hörspiele
- 1949: Jan de Hartog: Schiff ohne Hafen – Regie: Fritz Benscher – Bayerischer Rundfunk
- 1951: Helmut Brasch: Die traurige Geschichte einer Chance – Regie: Fritz Benscher – Bayerischer Rundfunk
- 1951: Eugène Scribe: Ein Glas Wasser (Marquis) – Regie: Heinz-Günter Stamm – Bayerischer Rundfunk
- 1951: Ernst Barlach: Der Graf von Ratzeburg (Graf) – Regie: Robert Michal – Bayerischer Rundfunk
- 1951: Toon Rammelt: Der Sylvesterabend des Herrn Crépin (Durantin, Geschäftsmann) – Regie: Heinz-Günter Stamm – Original-Hörspiel – Bayerischer Rundfunk